# Bessais-le-Fromental
Bessais-le-Fromental é uma comuna francesa na região administrativa do Centro, no departamento Cher. Estende-se por uma área de 25,79 km². Em 2010 a comuna tinha 306 habitantes (densidade: 11,9 hab./km²).